# Aegus laevicollis
Aegus laevicollis es una especie de coleóptero de la familia Lucanidae. La especie fue descrita científicamente por Howard Saunders en 1854.

## Subespecies
- Aegus laevicollis abei Ishikawa y Imanishi, 1976
- Aegus laevicollis fujitai Ishikawa y Imanishi, 1976
- Aegus laevicollis ishigakiensis Nomura, 1960
- Aegus laevicollis laevicollis Saunders, 1854

= Aegus laevicollis labilis Westwood, 1864
= Aegus laevicollis punctiger Saunders, 1854
- Aegus laevicollis matsushitai Asai, 2001
- Aegus laevicollis mizunumai Ishikawa y Fujita, 1985

= Aegus laevicollis labilis Mollenkamp, 1912
- Aegus laevicollis nakanei Ishikawa y Imanishi, 1976
- Aegus laevicollis ogasawarensis Okajima y Kobayashi, 1975

= Aegus laevicollis chichijimaensis Hosoguchi, 1999
- Aegus laevicollis subnitidus Waterhouse, 1873

= Aegus laevicollis asaii Murayama, 2005
= Aegus laevicollis doii Fujita, 2002
- Aegus laevicollis tamanukii Ishikawa y Imanishi, 1976
- Aegus laevicollis taurulus Didier, 1928

## Distribución geográfica
Habita principalmente en Japón, pero Aegus laevicollis laevicollis puede encontrarse también en Darjeeling y Shan (China).